# Pseudartabotrys letestui
Pseudartabotrys letestui là loài thực vật có hoa duy nhất thuộc chi Pseudartabotrys trong họ họ Na (Annonaceae). Loài này được François Pellegrin mô tả khoa học đầu tiên năm 1920 khi ông mô tả chi này.
Loài này sinh sống tại khu vực xích đạo ở châu Phi, trong khu vực Gabon.